# أنثيم
أنثيم (بالإنجليزية: Anthem)‏، هي لعبة فيديو إلكترونية من نوع أكشن ومخصصة للعب الجماعي، صدرت اللعبة في الأسواق تاريخ 22 فبراير 2019، وتعمل على أنظمة بلاي ستيشن 4 ومايكروسوفت ويندوز وإكس بوكس ون.